# Rock ’n’ Roll-Arena Jena – Für die bunte Republik Deutschland
Rock 'n' Roll-Arena Jena – Für die bunte Republik Deutschland war ein Musikfestival in Jena, das am 2. Dezember 2011 im Jenaer Paradiespark stattfand. Etwa 50.000 Personen nahmen an dem  Gratis-Konzert gegen Rechts teil.

## Das Konzert
Die Idee zu dem Konzert hatten Udo Lindenberg und Sigmar Gabriel, nachdem die Terrorzelle NSU aufgeflogen war und die Hintergründe bekannt wurden. Das Trio bestehend aus Beate Zschäpe, Uwe Böhnhardt und Uwe Mundlos stammte aus Jena, so dass der Konzertort feststand. Das Konzert wurde innerhalb von lediglich zwei Wochen organisiert. Die Kosten betrugen 320.000 Euro, das Land Thüringen beteiligte sich mit 75.000 Euro während ein Löwenanteil von der Stadt Jena bezahlt wurde.
Der Name leitet sich von zwei Songs von Udo Lindenberg ab: Rock’n’Roll-Arena in Jena vom Album Sister King Kong (1976) und Bunte Republik Deutschland vom gleichnamigen Album 1989.
Zu Beginn wurde zur Solidarität aufgerufen und der jüngsten Opfer der Neonazi-Mordserie in einer Schweigeminute gedacht. Neben Udo Lindenberg beteiligten sich Peter Maffay, Julia Neigel, Silly und Clueso an dem Konzert, die alle auf ihre Gage verzichtetem. Etwa 50.000 Menschen sahen zu.
Redebeiträge gab es von Sigmar Gabriel auch Jürgen Trittin (Bündnis 90/Die Grünen), Albrecht Schröter (SPD), Bodo Ramelow (Die Linke) und Christine Lieberknecht (CDU, Ministerpräsidentin von Thüringen), Jugendpfarrer Lothar König sowie Vertretern des Aktionsnetzwerkes gegen Rechts Jena.
Es handelte sich um das bisher größte Konzert, das in Jena bis dato stattgefunden hat. Trotz des großen Zuschauerandrangs verlief das Konzert friedlich.
Der Mitteldeutsche Rundfunk übertrug das Geschehen live. Lindenberg sagte auf der Bühne:

„Wenn auch der Anlass eher ein trauriger ist, so freue ich mich doch, dass wir die Künstler-Initiative ‚Rock gegen rechte Gewalt‘ nun nach einigen Jahren wieder ins Leben gerufen haben. Diese Arbeit muss gerade jetzt weitergehen […] Niemand wird uns unsere Bunte Republik in ein schräges Licht bringen, es muss endlich Schluss sein mit dem Nazi-Terror!“